# 포항 수원김씨 남계공파 종중문적
포항 수원김씨 남계공 종중문적(浦項 水原金氏 南溪公 宗中文籍)은 대한민국 경상북도 포항시 남구 해도동에 있는 조선시대의 교지이다. 1999년 경상북도의 문화재자료 제368호로 지정되었으며, 2002년 7월 15일 지정내용이 추가되었다.

## 개요
조선 성종 때의 문신인 김정(金淀,1426∼1493)에게 내린 교지로, 성종 6년(1475)에 사포서사포, 인동현감, 교리 등에 임명되면서 나라에서 받은 교지 3점이다.
김정은 수원 김씨로, 세조 2년(1456)에 과거에 급제하여 성종 6년(1475)에 사포서 사포를 거쳐 성종 9년(1478) 인동현감, 성종 24년(1493)에 승문원교리 등을 역임하였다.
이 교지들은 현재 15세기의 고문서가 많이 남아 있지 않은 역사적인 측면에서 매우 커다란 자료적 가치를 지닌다.

## 참고 자료
- 포항수원김씨남계공종중문적 - 국가유산청 국가유산포털